# Bupleurum davisii
Bupleurum davisii är en flockblommig växtart som beskrevs av Sven E. Snogerup. Bupleurum davisii ingår i släktet harörter, och familjen flockblommiga växter. Inga underarter finns listade i Catalogue of Life.